# Le Conte de Sophie Canétang

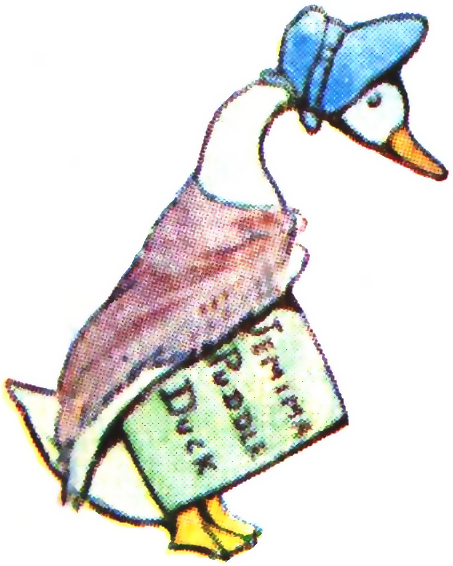
Sophie Canétang (en anglais, anglais) dessinée par Beatrix Potter

Le Conte de Sophie Canétang  (titre original: The Tale of Jemima Puddle-Duck) est un livre pour enfant écrit et illustré par Beatrix Potter. Sa première version fut publiée par Frederick Warne & Co en juillet 1908. Beatrix Potter écrit le livre à Hill Top, une ferme située dans le Lake District qu'elle a achetée en 1905. À la suite de cette acquisition, ses œuvres confirment leur ancrage campagnard et sa connaissance des mœurs de ses personnages animaliers.
Le Conte de Sophie Canétang est le premier livre qu'elle écrit intégralement dans cette ferme, avec des illustrations qui s'appuient sur les bâtiments, la cour et le voisinage de son lieu de résidence.
Jemima (Sophie dans la version française) est une cane dont les œufs sont régulièrement confisqués par la fermière qui considère Jemima comme une mauvaise couveuse. Furieuse, Jemima recherche donc une place suffisamment reculée où elle puisse couver ses œufs en toute quiétude. Elle en parle naïvement à un renard qui l'invite à nicher chez lui. Jemina accepte l'invitation sans se douter que le renard souhaite seulement la croquer. Kep, un colley de la ferme découvre le piège tendu à Jemima et intervient juste à temps pour la sauver. L'auteur a présenté ce conte comme une version revue du Petit chaperon rouge.
Le livre devint très populaire. Il est considéré par la critique comme l'un des meilleurs de Beatrix Potter : lorsque Sophie peine à remonter la pente de la colline parce qu'elle doit transporter les oignons et les fines herbes qui vont servir à assaisonner sa cuisson, le lecteur hésite entre le rire et les larmes. Simple d'esprit, elle se livre avec toute son ingénuité au destin que lui réserve son adversaire naturel, le renard dont les nombreuses remarques à double sens sont autant de clins d’œil au lecteur.
Le talent naturaliste de Beatrix Potter s'exprime dans le dessin des digitales qui entourent la clairière où atterrit Sophie Canétang. Ce n'est probablement pas un hasard si ces fleurs s'appellent en anglais des gants de renard (foxgloves).
On doit au réalisme avec lequel elle reproduit l'environnement du village la représentation de la ferme, du poulailler, de l'étable avec sa brouette, de la charrette du boucher...

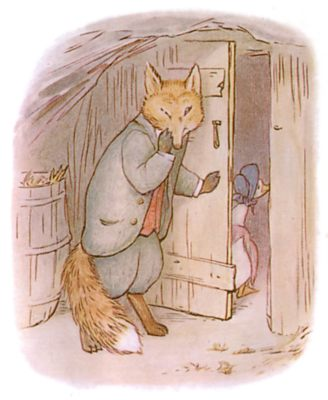
Le clin d’œil du renard au lecteur
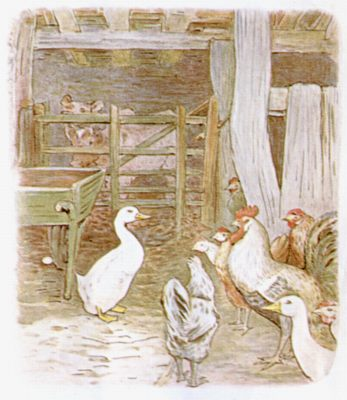
Le poulailler et l'étable
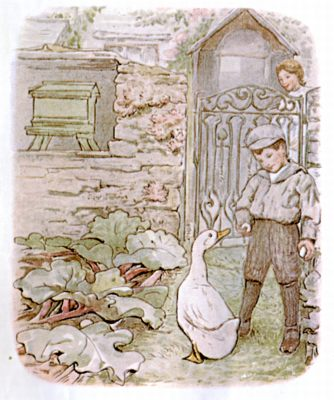
Un conte dédié à Ralph et Betsy
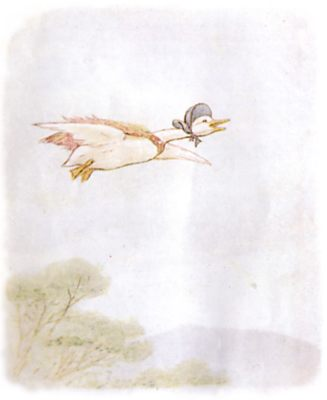
Le vol en plein air, un moment de poésie et de liberté
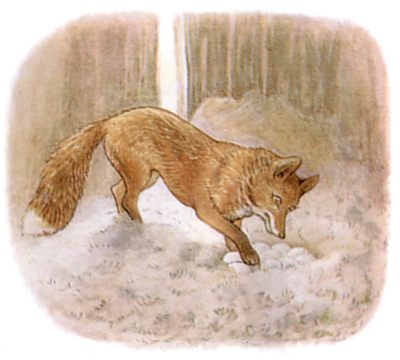
Le renard a perdu ses habits de ville...